# Glyptorhaestus koreator
Glyptorhaestus koreator är en stekelart som beskrevs av Hinz 1975. Glyptorhaestus koreator ingår i släktet Glyptorhaestus och familjen brokparasitsteklar. Inga underarter finns listade i Catalogue of Life.